# Utonulá
Utonulá (v ukrajinském originále Утоплена) je lyricko-fantastická opera o třech dějstvích (čtyřech obrazech) ukrajinského skladatele Mykoly Lysenka. Libreto napsal ukrajinský spisovatel a dramatik Mychajlo Staryckyj podle Gogolovy povídky Májová noc aneb Utonulá ze sbírky Večery na samotě u Dikaňky.

## Vznik, historie a charakteristika
Mykola Lysenko se bezprostředně po uvedení definitivní verze své první opery na gogolovské téma, Vánoční noc (1883), obrátil k další Gogolově povídce ze stejné sbírky. Povídku Májová noc aneb Utonulá pro něj na libreto zpracoval (stejně jako u předchozích Lysenkových oper) dramatik Mychajlo Staryckyj a jím vedená kočovná divadelní společnost také operu poprvé nastudovala.
Stejně jako ostatní Lysenkovy opery a operety z tohoto období je hudba Utonulé postavena především na folklórní inspiraci, má písňový charakter v sólových i rozsáhlých sborových částech, melodie i rytmy mají základ v ukrajinské lidové hudbě. Náročnost pěveckých rolí i hudebního doprovodu odpovídá prostředkům, které Staryckého kočovné a teprve nedávno profesionalizované divadlo mělo; partitura ostatně naznačuje řadu variant, které se mohou použít podle talentu zpěváků. Na rozdíl od Vánoční noci však tentokrát libretista i skladatel zachovali plně pohádkovou, fantastickou atmosféru Gogolovy předlohy.
Premiéra se konala 14. (podle juliánského kalendáře 2.) ledna 1885 v oděském operním divadle. Účinkovali nejvýznamnější herci tehdejšího ukrajinskojazyčného divadla – Maria Zaňkovecka, Mychajlo Sadovskyj, Marko Kropyvnyckyj a Panas Saksahanskyj, výpravu navrhoval Ital Sarti a zkouškám byl přítomen i skladatel. Noviny Oděsskij věstnik o premiéře napsaly: „Nová maloruská opereta Utonulá měla velký úspěch a bude bezpochyby významnou novinkou sezóny. Vyvolávání a potlesk, jimiž obecenstvo častovalo účinkující, autory libreta Staryckého, skladatele M. Lysenka a výtvarníka Sartiho, nebraly konce. Kus byl vskutku zahrán neobyčejně pěkně a se živostí, jaká je pro Staryckého soubor příznačná.“ I dále ji hrály ukrajinská kočovná divadla, např. soubor M. Sadovského, který ji v roce 1895 uvedlo poprvé v Kyjevě, nebo soubor P. Saksahanského.
Ve prvním stálém divadle, založeném M. Sadovským v Kyjevě roku 1907, se Utonulá hrála poprvé roku 1913. V titulní roli vystupovala slavná zpěvačka Maria Litvinenko-Wohlgemut a Utonulá se stala (spolu s Natalkou Poltavkou) jednou z nejpopulárnějších inscenací, od premiéry v září do února 1914 se hrála 15krát. Ani později nezmizela ze scén, 28. července 1919 jí byl například zahájen provoz nově založeného kyjevského operního divadla Muzyčna drama.
Stejně jako jiné Lysenkovy oper prodělala Utonulá od 30. let 20. století řadu neautorských přepracování, které měly přizpůsobit nenáročnou partituru mnohem rozsáhlejším schopnostem a kapacitám velkých profesionálních operních divadel. V roce 1937 ji na „velkou operu“ pro oděské divadlo – z iniciativy režiséra Volodymyra Danylovyče Manzije a dirigenta Samuila Oleksandrovyče Stolermana – přepracoval sbormistr a skladatel Pavel Nylovyč Tolsťakov. Přeorchestroval partituru a doplnil v 1. dějství obraz ukrajinské noci, ve 3. symfonický obraz – pochod Holovy, a navíc dopsal zcela nové 4. dějství – svatbu Haly a Levka. Více se rozšířila nová, Lysenkovu duchu o něco věrnější úprava Mychajla Ivanovyče Verikovského po hudební a Maksyma Tadejovyče Rylského po textové stránce, která měla premiéru v Kyjevě 2. září 1950.
Mimo Ukrajinu je známější operní zpracování stejné Gogolovy látky od Nikolaje Andrejeviče Rimského-Korsakova pod názvem Májová noc (1880).

## Osoby
- Levko, mladý kozák – tenor
- Halja, jeho milá – lyrický soprán
- Horpyna (švagrová) – mezzosoprán
- Holova, starosta, Levkův otec – zpěvný bas
- Písař – baryton
- Vynnyk (Vinopal) – bas
- Kalenyk – bas
- Vodní žínka (Utonulá) – dramatický soprán
- Rusalky, družičky, hoši a děvčata

## Děj opery

### 1. dějství
(Vesnice na Ukrajině: chalupy Hanny (Halji) a Holovy, stavidlo rybníka) Stmívá se a z pole se vracejí po práci děvčata a hoši; domlouvají se ještě na večerních procházkách (č. 1 sbor Туманъ хвылямы лягае / Tuman chvyljamy ljagaje). Na koni přijíždí Levko a těší se na shledání se vou milou Haljou (č. 2 píseň Levka Ой, ты мисяцю-зоре / Oj, ty misjacju-zore). Když dorazí k její chalupě, láká ji svou písní ven (č. 3 recitativ a serenáda Levka Ничка спускаетьця / Nička spuskaeťcja; (aletrnativně) č. 4 árie Levka Не лякайся и не гайся / Ne ljakajsja i ne hajsja). Když dívka nevychází, předstírá, že se s ní navždy loučí, a Halja konečně vyběhne a ujišťuje Levka o tom, že myslí jen na něj (č. 5 kantiléna Halji Козаченьку мылый / Kozačeňku mylyj). Oba mladí lidé si vyznávají lásku (č. 6 duet Levka a Halji Дивчыно кохана / Divčyno kochana).
Procházejí se po hrázi a Levko Halji na její žádost vypráví pověst o rozpadlé chalupě na druhé straně rybníka. V ní kdysi žil setník se svou krásnou dcerou, na stará kolena si však vzal mladou ženu, která na dceru žárlila a navíc byla čarodějnice. Dívku často sledoval zlověstný černý kocour; jednou v komoře sebrala odvahu a zaútočila na něj nožem, uťavši mu tlap. Za chvíli na schodech před chalupou nalezla krvácející bezrukou macechu. Maceše se podařilo získat setníka na svou stranu a ten dceru proklel a vyhnal z domu. Dívka se ze žalu utopila v rybníce (č. 7 balada Levka Давно в тимъ будынку / Davno v tim budynku). Tam se stala královnou duší jiných utopených dívek a podařilo se jí nakonec stáhnout to vody i macechu, ta se však tak proměnila, že ji utonulá dívka nedokázala mezi svými družkami rozeznat.
Brzy přichází na večerní procházku ostatní mládež ze vsi, zpívají a tancují (č. 8 sbor hochů a capella Та туманъ яромъ / Ta tuman jarom, č. 9 sbor hochů Туманъ яромъ котытьця / Tuman jarom kotyťcja a č. 10 sbor dívek Ой, завью винкы / Oj, zavju vinky). Z krčmy se potácí opilý Kalenyk (č. 11 píseň Kalenyka Колы бъ мени зранку / Koly b meni zranku) a moádež ho ze žertu posílá místo do jeho vlastní chalupy do chalupy starosty Holovy. Když se všichni rozejdou, stane se Levko nepozorovaným svědkem toho, jak se o Halju uchází jakýsi nápadník, v němž poznává vlastního otce, starostu Holovu. Holova Halji slibuje všechno možné a nedbá jejích námitek, že je zamilovaná do jeho syna; naopak tvrdí, že k Levkovu sňatku nikdy nesvolí (č. 12 tercet Halji, Levka a Holovy Боже, що жъ мени почати / Bože, što ž meny počaty). Levko je velmi rozzloben a obrací se s prosbou o pomoc na své kamarády, kteří jsou rovněž pohoršeni tím, že se takový plesnivý dědek uchází o mladé děvče místo toho, aby raději umřel (č. 13 finále 1. dějství – sbor hochů А въ нашого Головы / A v našoho Holovy).

### 2. dějství
(V Holovově chalupě)
(č. 14a a b písně Horpyny Ой, не выйду я на морижокъ / Oj, vyjdu ja na morižok a Докы жъ мени журытыся / Doky ž meni žurytycja)
(č. 15 romance písaře Горпыно Стахивно, горыть / Horpyno Stachivno, horyť)
(č. 16 píseň písaře Якъ вступывъ я въ цю свитлыцю / Jak vstupyv ja v cju svitlycju)
(č. 17 duet písaře a Horpyny Ой, капусто, ой, розсадо моя / Oj, kapusto, oj, rozsado moja)
(č. 18 tercet Holovy, Vynnyka a Kalenyka Въ мене жинка, ой, бида! / V mene žinka, oj, bida!)
(č. 19 sbor hochů А въ нашого Головы / A v našoho Holovy (repríza č. 13))
(č. 20 finále 1. obrazu – Holova, písař, Vynnyk, Kalenyk, Horpyna, družičky Святъ! Святъ! це зовыця! / Svjat! Svjat! ce zovyca!)
(č. 21 Levko a sbor hochů А въ Головы зъ нашого села/ A v Holovy z našoho sela)
(č. 22 sbor hochů Ой, гопъ такы такъ / Oj, hop taky tak)
(č. 23 finále 2. dějství – Horpyna, Holova, písař, Vynnyk, Kalenyk, družičky, Levko a sbor hochů А! Безокый сатанюко! / A! Bezokyj sataňuko!)

### 3. dějství
(U splavu poblíž zříceniny setníkova domku)
(č. 24 introdukce a píseň Levka Ой, не спытьця й не лежытьця / Oj, ne spyťcja j ne ležyťcja)
(č. 25 čarovný sen, scéna Levka a vodní žínky Ой, мисяцю ясный / Oj, misjacju jasnyj)
(č. 26 scéna vodní žínky, Levka a sboru rusalek Вже мисяць над намы высоко / Vže misjac nad namy vysoko)
(č. 27 tanec rusalek Охъ, и глупои поры / Och, i hlupoj pory)
(č. 28 scéna a árie, hra na vránu a poslední árie lesní žínky Спасыби, спасыби: я вильна рыбчына / Spasybi, spasybi: ja viľna rybčyna)
(č. 29 finále, sbor dívek Гоминъ по диброви / Homin po dibrovi a septet se sborem Я не стямлюсь зъ того дыва / Ja ne sťamljus z toho dyva)
(č. 30 scéna zásnub Батько насъ благословляе / Baťko nas blahoslovljaje a smíšený sbor na oslavu Holovy Честь тоби, Голово, й слава! / Česť toby, Holovo, j slava)
(č. 31 závěrečný sbor na oslavu Levka a Halji Слава нашымъ молодятамъ! / Slava našym moloďatam!)